# Ismael Pérez Pazmiño
Ismael Pérez Pazmiño (Machala, 3 de junio de 1876- Los Ángeles, 1 de noviembre de 1944) fue un escritor, historiador y periodista ecuatoriano. En 1921 fundó el diario El Universo de Guayaquil, Ecuador.

## Biografía
Nació el 3 de junio de 1876 en Machala, provincia de El Oro. Sus padres fueron José Pérez Santander y Elena Pazmiño Gómez de Pérez. 
En 1888 ingresó en el colegio Nueve de Octubre de la capital orense, donde le tomó el gusto al quehacer periodístico, en aquel entonces publicó El Rifle y El Martillo; a los 17 años, tras haber quedado huérfano de padre se dedicó a actividades agrícolas, comerciales e intelectuales. Al iniciar Revolución Liberal Ecuatoriana el 5 de junio de 1895, se alistó en las Guardias Nacionales y posteriormente se incorporó al Ejército patriota en el grado de teniente y uniéndose además al Batallón Libertadores de El Oro, creado con el fin de contrarrestar la resistencia conservadora cuencana. 
Al regresar a la provincia de El Oro, en el año de 1897 desempeño el cargo público de amanuense del Concejo Municipal en el cantón Pasaje. Después de 4 años contrajo matrimonio con Herlinda Castro Santander con quien procreó numerosa familia que continuó su obra, especialmente en el campo del periodismo, allí sus hijos: Ismael, Sucre, Francisco, Efraín, Franklin Pérez Castro sus nietos y las siguientes generaciones que heredaron su interés por el periodismo y la empresa familiar. En este mismo año es designado Comisario Municipal de Machala, fue además secretario de la Gobernación de El Oro e Intendente de la Policía de la misma provincia. Entre los años 1901 a 1902 con el aporte de valiosos contemporáneos fundó los periódicos La Idea Libre y El Machaleño y colaboró en el diario El Centinela de Oro, editó además por sí mismo el semanario El Eco juvenil. En 1906 continuaba compartiendo sus opiniones políticas a través de varios periódicos del país, lo que provocó que fuera recluido en la ciudad de Guayaquil, quedando en la ruina.
Al establecerse definitivamente en esta ciudad, se dedicó de lleno al comercio, logrando una notable austeridad y a mediados de 1909 ingresa a la logia masónica de la que se desvinculó en 1918. Colaboró con varios periódicos de la región hasta que el 16 de septiembre de 1921 publicó la primera edición de El Universo en la que participa como columnista de la sección «bajo el mirador».
Ejerció diferentes cargos públicos e integró la Junta de Defensa Nacional durante la invasión peruana de 1941 y en 1943 presidió la Cruz Roja del Guayas y el Círculo de Periodistas.
En homenaje a su memoria existen centros educativos, monumentos y calles del país que ostentan su nombre.
Ismael Pérez Pazmiño falleció en la ciudad de los Ángeles en Estados Unidos, el 1 de noviembre de 1944 a la edad de 68 años dejando un extenso legado literario y periodístico para el país.

## Militancia política y cargos
Ismael Pérez Pazmiño fue partidario de la revolución liberal, en la que participó activamente durante su época de juventud, además de su apreciable aporte al periodismo nacional, desempeñó los siguientes cargos:
- Amanuense del Consejo Provincial de El Oro
- Comisario Municipal de Machala
- Delegado de los directorios liberales del Guayas a la Asamblea Liberal-radical de Quito en (1923)
- Delegado del primer Congreso de vialidad y turismo (1929)
- Consejero provincial del Guayas (1930)
- Senador de la República, en representación de la provincia de El Oro (1932-1935)
- Vocal del Directorio provincial del partido Liberal-radical de El Oro
- Presidente de la Cruz roja de Guayaquil

## Obras
En su fecunda trayectoria periodística y literaria se conoció un buen número de artículos, obras en prosa y versos de su autoría, entre ellos:
- Semanario Eco juvenil (1902)
- Periódico La idea libre (1902)
- Periódico El Machaleño (1902)
- Folleto de poemas y discursos 'Recuerdos (1917)
- Folleto de versos Chispitas (1917)
- Revista Hacia la luz(1918)
- Diario El Universo (1921)
- Ensayo Palabras de verdad y justicia (1934)
- Ensayo La República del Ecuador (1934)
- Ensayo Desde Europa: El problema político del Ecuador (1935)
- Ensayo autobiográfico Surcos de una vida (1943)